# Igushik
La rivière Igushik est un cours d'eau d'Alaska, aux États-Unis situé dans la région de recensement de Dillingham.

## Description
Longue de 50 milles (80 km), elle prend sa source dans le lac Amanka et coule en direction du sud-ouest jusqu'à la baie Nushagak, à 26 milles (42 km) au sud-ouest de Dillingham.
Son nom eskimo a été référencé en 1852 par le capitaine Tebenkov.

## Sources
- (en) « Igushik », Geographic Names Information System